# Свято-Георгиевский храм (Бобруйск)
Свято-Георгиевская церковь (Белая церковь) — православная церковь в Бобруйске, на улице Карбышева, 4.

## История
В связи с разрешением на застройку эспланады Бобруйской крепости, утратившей к началу XX века фортификационное значение, в 1905—1907 годах вблизи её главного входа, на Минском форштадте, возводится новый гарнизонный храм — Свято-Георгиевский храм. Согласно «Минским епархиальным ведомостям», освящение нового храма было проведено в 1907 году епископом Минским и Туровским Михаилом (Темнорусовым). Предположительно в 1916 году храм был посещён императором Николаем II во время его визита в Бобруйск.
Закрыта церковь была уже в 1924 году. В 1928 году колокольня храма разрушается, с него сбрасываются купола; помещение храма отводится под швейное производство, затем — под склад. Во время Великой Отечественной войны оккупанты размещают в здании авторемонтные мастерские, в послевоенное время в храме располагаются библиотека им. Ленина и столовая. Верующим здание храма было возвращено лишь в 1990 году, и уже с 1991 года в нём было возобновлено богослужение. Согласно плану реставрации, восстанавливаемый храм, с благословения протоиерея Геннадия Вейго, настоятеля храма, должен был вплоть до мелочей повторять разрушенное сооружение. Так, в 1992 году начинается возведение колокольни, в сентябре того же года были приобретены купола. 19 декабря 1992 года в Свято-Георгиевском храме служит Высокопреосвященный Филарет, Митрополит Минский и Слуцкий, Патриарший Экзарх всея Беларуси, благословляющий работы по восстановлению здания. На колокольню храма в марте 1993 года устанавливается шатровая кровля с куполом, украшенная позолоченным крестом. В следующем, 1994 году шатёр с куполом и крестом водружается уже над алтарной частью. Его окружают четыре малых купола с крестами. В 1995 году в храме полностью завершается его оштукатуривание, устанавливаются двери и окна, а также резной иконостас с иконами работы мастеров московской иконописной школы.
Комплекс ремонтно-восстановительных работ был закончен в 1995 году. В этом же году составляется архитектурный проект, а с мая 1996 года начинается возведение двухэтажного Духовно-просветительского центра, в котором для таинства крещения отведено отдельное помещение. Открытие центра состоялось 1 ноября 1998 года.
На данный момент в храме два престол, первый из которых был освящён архиерейским чином в 1991 году, второй — иерейским чином в 2002 году. После передачи храма верующим первым его настоятелем стал отец Александр (Александр Васильевич Полуянов), который после окончания Московской духовной семинарии в 1985 году приехал в Бобруйск в сане священника. С 1991 года настоятелем церкви является кандидат богословских наук протоиерей Геннадий Вейго, также в число клириков храма входят иерей Василий Макарчиков, иерей Сергей Яромич, иерей Никодим Пашков. При церкви имеются духовно-просветительский центр — молодёжная группа, сестричество, воскресная школа, библиотека, методический кабинет.

## Архитектура
Здание церкви, решённое в московско-ярославском направлении русского стиля, представляет собой монументальную белокаменную трёхнефовую базилику. Над широким притвором протяжённого и прямоугольного в плане храма возведена шатровая звонница, разделённая на два яруса — восьмерик на четверике — и увенчанная маковкой. Двухступенчатый объём храма завершают над алтарной частью пять куполов.